# Вайзенборн Гюнтер
Вайзенборн Гюнтер (10.VII 1902, Фельберт — 26.III 1969, Зх. Берлін) — німецький письменник.

## Життєпис
З 1937 року — учасник антифашистського руху. У 1928 опублікував антивоєнну п'єсу «Підводний човен С-4», а разом з Б. Брехтом інсценізував роман М. Горького «Мати» (1931). У 1942 Вайзенборн був ув'язнений, а з концтабору звільнений 1945 р.
У його творчості присутні п'єси «Підпільники» (1945), «Вавілон» (1946), романи «Третій погляд» (1956), «Месник» (1961) та інші, що мають соціально-критичне спрямування. Автор збірки оповідань та нарисів «Розколотий обрій» (1965).

## Український переклад
- «Месник». К., 1964.[4]